# Brežec pri Divači
Brežec pri Divači – wieś w Słowenii, w gminie Divača. W 2018 roku liczyła 24 mieszkańców.